# Zeuzerinae
De Zeuzerinae zijn een onderfamilie van vlinders uit de familie van de houtboorders (Cossidae).

## Geslachten
(tussen haakjes een indicatie van het aantal soorten binnen het geslacht)
- Allocryptobia Viette, 1951 (1)
- Alophonotus Schoorl, 1990 (1)
- Bergaris Schoorl, 1990 (7)
- Brypoctia Schoorl, 1990 (12)
- Butaya Yakovlev, 2004 (2)
- Carohamilia Dyar & Schaus, 1937 (2)
- Ceuroma Yakovlev, Penco & Naydenov, 2020 (1)
- Eburgemellus Schoorl, 1990 (1)
- Eulophonotus Felder, 1874 (7)
- Hamilcara Barnes & McDunnough, 1910 (1)
- Hermophyllon Schoorl, 1990 (1)
- Klagesiana Yakovlev, Naydenov & Penco, 2020 (1)
- Lakshmia Yakovlev, 2004 (4)
- Listrada Naydenov, Yakovlev, Penco & Witt, 2019 (1)
- Morpheis Hübner, 1820 (13)
- Neurozerra Yakovlev, 2011 (3)
- Oreocossus Aurivillius, 1910 (6)
- Orientozeuzera Yakovlev, 2011 (13)
- Paralophonotus Schoorl, 1990 (1)
- Phragmacossia Schawerda, 1924 (16)
- Phragmataecia Newman, 1850 (41)
- Polyphagozerra Yakovlev, 2011 (2)
- Pseudozeuzera Schoorl, 1990 (3)
- Psychonoctua Grote, 1865 (12)
- Rapdalus Schoorl, 1990 (3)
- Relluna Schoorl, 1990 (1)
- Roerichiora Yakovlev & Witt, 2009 (4)
- Rugigegat Schoorl, 1990 (2)
- Schoorlea Yakovlev, 2011 (1)
- Schreiteriana Fletcher & Nye, 1982 (6)
- Yakovlevina Kemal & Koçak, 2005 (2)
- Zeuroepkia Yakovlev, 2011 (1)
- Zeurrora Yakovlev, 2011 (1)
- Zeuzera Latreille, 1804 (8)
- Zeuzeropecten Gaede, 1930 (11)

### GeslachtengroepXyleutiniHoulbert, 1916
- Acosma Yakovlev, 2011 (4)
- Aethalopteryx Schoorl, 1990 (29)
- Azygophleps Hampson, 1893 (35)
- Brephomorpha Fletcher, 1982 (1)
- Brevicyttara Fletcher, 1982 (1)
- Catoxophylla Turner, 1945 (1)
- Chalcidica Hübner, 1820 (3)
- Davidlivingstonia Yakovlev, 2020 (5)
- Duomitus Butler, 1880 (1)
- Endoxyla Herrich-Schäffer, 1854 (61)
- Panau Schoorl, 1990 (11)
- Sansara Yakovlev, 2004 (4)
- Sinjaeviella Yakovlev, 2009 (2)
- Skeletophyllon Schoorl, 1990 (15)
- Strigocossus Houlbert, 1916 (16)
- Sympycnodes Turner, 1932 (10)
- Trismelasmos Schoorl, 1990 (37)
- Wittoecia Yakovlev, 2020 (1)
- Xyleutes Hübner, 1820 (3)

### GeslachtengroepCecryphaliniYakovlev, Sokolova & Witt, 2018
- Cecryphalus Schoorl, 1990 (2)
- Tarsozeuzera Schoorl, 1990 (7)